# Louis Prima
Louis Prima (Nueva Orleans, 7 de diciembre de 1910 - íd., 24 de agosto de 1978) fue un trompetista estadounidense de jazz. 
Se le conoció como «el rey del Swing» por las grandes obras que compuso.

## Historial

### Orígenes
Hijo de sicilianos, Angelina y Antonio Prima, durante su edad de estudiante terminó la secundaria en un colegio jesuita. Louis aprendió a tocar el violín. Según se dice, al ser de una familia muy pobre en la que no se podían permitir un violín, fabricó uno con una caja de cigarros. Años más tarde decidió dejar el violín y tocar la trompeta, al igual que su hermano León Prima, que además de la trompeta tocaba el piano. La carrera musical de Louis Prima comienza con la creación de su primer grupo: Little Collegiates.

### Comienzos
Comenzó en una banda de barrio durante los años 1920, en Nueva Orleans, desarrollando el estilo clásico de la ciudad, el New Orlans Style. A lo largo de su carrera dirigió numerosas bandas y orquestas de estilos musicales variados, como un grupo de swing en los años 1930, una big band en los años 1940, una banda de pop-rock/gogó en los años 1960 e, incluso, llegó a mantener un típico número en Las Vegas Lounge.
En los años 30, se unió al trompetista Red Nichols para formar el grupo "New Orleans Gang", que contenía a otros siete músicos. Durante esta época grabó más de 70 canciones, entre ellas figura Sing, sing, sing. En el año 1936 apareció en el cine, en una película musical llamada Rythmn on the Range, dirigida por Bing Crosby; también apareció en otras películas como actor menor, por ejemplo Rose of Washington Square.

### Grandes éxitos
En la década de los 40, formaba parte de una big band y con ella compuso algunas de sus canciones más famosas, como «Angelina» o «Civilization». Durante este tiempo residió en la ciudad de Las Vegas. Durante la guerra fue enviado a las bases de EE. UU. en Islandia y Groenlandia, donde tocaba para el ejército estadounidense. Después de la guerra siguió componiendo éxitos en los Estados Unidos. Compuso la banda sonora de Robin Hood e incorporó a su grupo a Keely Smith. Tuvieron gran éxito en la canción que compusieron juntos llamada «Oh Babe».
En los años 50s, Louis Prima y Keely Smith contrajeron matrimonio. Durante esta época Prima utilizó otra tónica, mezclando el italiano con el inglés y creando grandes éxitos como Buona Sera. Ambos recibieron el Grammy para mejor canción, «That Old Black Magic» en 1958, el primer año de la celebración del premio. En 1956, grabó su versión de «Just a Gigolo» (un original de fines de la década del '20) haciendo un medley con el popular standard «I Ain't Got Nobody» (originalmente compuesto en 1915).
Los años 60s no fueron muy buenos para el cantante: se divorció de Keely en 1961 y fallecieron su padre y su madre. Pero no todo fue malo, Louis firmó un contrato multimillonario con Desert Inn de Las Vegas, también rodó Twist all Night y dio voz al personaje del Rey Louie en la película animada de Disney El libro de la selva.

### Enfermedad y muerte
Prima sufrió un infarto en 1973. Dos años más tarde, presentó cefalea (dolores de cabeza) y episodios de pérdida de la memoria, recibió atención médica y le diagnosticaron un tumor del sistema nervioso en el tronco encefálico. Sufrió una hemorragia cerebral y entró en coma después de la cirugía. Nunca recuperó su estado de alerta permaneciendo en estado vegetativo y murió tres años después, en 1978, después de haber sido trasladado de regreso a Nueva Orleans. Fue enterrado en el cementerio de Metairie en una cripta de mármol gris coronada por una figura de Gabriel, el ángel trompetista, esculpida en 1997 por el escultor de origen ruso Alexei Kazantsev. La inscripción en la puerta de la cripta cita la letra de uno de sus éxitos: "Cuando llegue el final, lo sé, dirán, 'solo un gigoló' mientras la vida sigue sin mí..."

## Estilo
Louis se envolvió en el jazz muy de joven y perfeccionó su técnica con la trompeta simulando sus ídolos del momento, Louis Armstrong o King Oliver. Su evolución posterior no eliminó la brillantez sonora de estas primeras influencias.

## Personalidad
Los fanáticos conocían a Prima como una celebridad genial y paciente: siempre firmaba autógrafos o posaba para fotos con una sonrisa. Sin embargo, para las compañías discográficas y las grandes corporaciones, Prima mostró poca deferencia, y fue inflexible al buscar una compensación adecuada por su trabajo.
Warner Brothers le ofreció 60.000 dólares por aparecer en una película basada en la vida de Helen Morgan, pero rechazó la oferta; cuando el estudio aumentó la oferta a 75.000 dólares, todavía no fue suficiente. Prima quería 100.000 dólares y control creativo de su papel, lo que fue rechazado por Warner Brothers. También había prolongado disputas con el Strand Theatre en Ithaca y Majestic Records, y se negó rotundamente a permitir que una antigua colaboradora se publicitara como "presentada en la orquesta de Louis Prima".
Prima tenía gustos caros: compraba en tiendas de ropa de lujo y siempre vestía trajes de las mejores marcas. Gastó grandes sumas en carreras de caballos y en su propio establo privado de caballos. Dijo que disfrutaba en apostar porque lo relajaba; montar era otra de las cosas que lo relajaban más fuera de su vida ocupada. Conocía bien a cada uno de sus caballos y leía sobre su entrenamiento. Otro pasatiempo suyo era la navegación. Compró un bote para su tercera esposa, Tracelene Barrett, para su luna de miel en el río Hudson.

## Relación con Keely Smith
Keely Smith tenía veinte años cuando conoció a Prima en agosto de 1948. Nacida en Norfolk, Virginia, se propuso pasar por el Surf Club en Virginia Beach para visitarlo. Para su sorpresa, Prima estaba buscando una nueva vocalista para reemplazar a Lily Ann Carol. Smith llevaba un traje de baño y no se le permitió entrar al club hasta que se vistió adecuadamente. Afortunadamente, alguien pudo prestarle algo de ropa aceptable e hizo una audición para Prima. Consiguió el papel y pronto viajó de gira con su banda.
Prima firmó con Columbia Records en el otoño de 1951 para mantenerse al día ante los rápidos cambios en la industria del marketing. A lo largo de su contrato de dieciséis meses, sus éxitos principales consistieron en "Chop Suey, Chow Mein", "Ooh-Dahdily-Dah" y "Chili Sauce". Después para administrar sus gastos, se vio obligado a abandonar su gran banda y tocar en clubes menores para poder mantener a sus caballos. Además de todo ello, se divorció de su tercera esposa Tracelene el 18 de junio de 1953. Menos de un mes después se casó con Keely. Ella estaba abierta a las críticas, y él quería hacerla una estrella. [5] Trató de encontrar el estilo que le encajara correctamente, especialmente porque estaba surgiendo el rock and roll. Prima no estaba en contra del rock 'n' roll como otros artistas, como Frank Sinatra y Jackie Gleason. Aceptó que "los chicos tenían un instinto para el tipo de música que es divertido escuchar y bailar".

## Discografía
- Louis Prima Plays for the People (Mercury, 1953)
- The Wildest! (Capitol, 1956)
- The Call of the Wildest (Capitol, 1957)
- Louis Prima with Orchestra (Rondo-Lette, 1957)
- Breaking It Up! (Columbia CL 1206, recordings from 1951-1953, but released in 1958)
- Hi-Fi Lootin'  with Joe Venuti (Design, 1958)
- Entertains (Rondo-Lette, 1959)
- Strictly Prima! (Capitol, 1959)
- Pretty Music Prima Style Volume 1 (Dot, 1960)
- Wonderland by Night: Pretty Music Prima Style, Vol. 2 (Dot, 1960)
- Blue Moon (Dot, 1961)
- Doin' the Twist with Louis Prima (Dot, 1961)
- The Wildest Comes Home (Capitol, 1962)
- Lake Tahoe Prima Style (Capitol, 1962)
- Italian Favorites with Phil Brito (Tops, 1963)
- Prima Show in the Casbar (Prima Magnagroove, 1963)
- The King of Clubs (Prima Magnagroove, 1964)
- Let's Fly with Mary Poppins (Walt Disney, 1965)
- Louis Prima On Broadway (United Artists, 1967)
- The Jungle Book (Disneyland, 1967)
- The New Sounds of the Louis Prima Show (De-Lite, 1968)
- More Jungle Book...Further Adventures of Baloo and Mowgli (Disneyland, 1969)
- Blast Off! the Live New Sound of Louis Prima Quad, (Prima Magnagroove, 1970)
- The Prima Generation '72 (Brunswick, 1972)
- Just a Gigolo (Prima Magnagroove, 1973)
- Let's Hear It for Robin Hood (Buena Vista, 1974)
- The Wildest '75 (Prima Magnagroove, 1975)
- Proprio Un Gigolo (Record Bazaar, 1978)
- Let's Swing It (Classic Jazz, 1994)
- I Wanna Be Like You (Walt Disney, 1995)